# Cártama
Cártama es una ciudad  y un municipio español de la provincia de Málaga, comunidad autónoma de Andalucía, con una población de 27 712 habitantes.
Situado a 17 km de Málaga, forma parte de su área metropolitana.
Su término municipal tiene una superficie de 105,1 km² y limita con Almogía, Álora, Pizarra, Casarabonela, Coín, Alhaurín el Grande, Alhaurin de la Torre y Málaga.
Su economía se basa en el cultivo de cítricos, una gran empresa cárnica, un gran empuje de las empresas de construcción y todo lo referido a ellas, además del comercio local favorecido por su situación de encrucijada de caminos y cercanía al Parque Tecnológico de Andalucía.
El municipio consta de once núcleos de población, siendo Cártama Pueblo y Estación de Cártama los principales. Otras barriadas a destacar son Aljaima, Atalaya de Cártama, Ciudad Deportiva, Doña Ana, El Sexmo, Loma de Cuenca, Nueva Aljaima, Pueblonuevo (Ampliación de Cártama), Puerto Terrón, Sierra de Gibralgalia, Sierra Llana y Tres Leguas. 
El gentilicio de sus habitantes es cartameño/a.
Este pueblo posee un clima mediterráneo seco. 

## Historia
Cártama es un pueblo muy antiguo que se remonta a la época de los fenicios.
Cuando estos llegaron a la actual zona de Cártama, vieron que la falda del monte estaba habitada por aborígenes, con los que rápidamente establecieron relaciones comerciales. Poco a poco, se fusionaron con ellos dando lugar a Cartha, que quiere decir lugar oculto o escondido.
Más tarde, en la época de los romanos, pasó a llamarse Cartima. Bajo esta denominación, la ciudad amplió y reforzó sus muros, construyó un puerto fluvial, y aumentó mucho su número de habitantes. Por todo ello, llegó a ser una de las más importantes villas de la actual provincia de Málaga, gozando de la consideración de municipio ya en el año 195 a. C.
Es de esta época de la que más restos arqueológicos se conservan, destacando el Mosaico de Venus, actualmente en el Museo de Málaga, que se descubrió en una vivienda privada en 1956 y representa el nacimiento de esta diosa.
Tras el dominio romano, Cártama pasó sucesivamente a poder de visigodos y musulmanes. Los árabes remodelaron el castillo -convirtiéndolo en un centro de carácter político, económico y militar- así como las murallas, que hicieron del pueblo uno de los principales baluartes de la defensa de Málaga, y cuyas ruinas subsisten todavía. 
Fue durante esta época cuando la población tomó su nombre actual, Cártama, de origen musulmán.
Cártama fue conquistada en 1485 por las tropas de los Reyes Católicos.

## Geografía humana

### Demografía
Cuenta con una población de 28 934 habitantes (INE 2024). Forma parte del área metropolitana de Málaga -lo que está en la base de su importante crecimiento demográfico experimentado desde comienzos de siglo-, y recibe contingentes importantes provenientes del municipio de Málaga -3.497 personas entre 2017 y 2021-, provenientes de áreas de ingresos  por hogar medios del municipio capital.
1. ↑  Orden del BOJA del día 14/3/2003 de la Consejería de Turismo y Deporte - Junta de Andalucía - Comarcas
Diputación de Málaga - Comarcas
2. ↑  Batista-Zamora, Ana Ester; Larrubia-Vargas, Remedios; Natera-Rivas, Juan José. «On intra-urban differences in the destinations of emigrants from the Municipality of Malaga (Spain): an approximation based on the municipal register of inhabitants.». Hungarian Geographical Bulletin, 73(1). doi:10.15201/hungeobull.73.1.5. Consultado el 31 de julio de 2024.

| Gráfica de evolución demográfica de Cártama entre 1842 y 2021                                                         |
| |
| Población de derecho según los censos de población del INE. Población de hecho según los censos de población del INE. |

### Economía
La subestación de Red Eléctrica Española de Cártama junto con las de La Jordana (Casares) y Tajo de La Encantada (Álora) son los tres nudos fundamentales de la red de transporte de energía eléctrica de la provincia de Málaga.

#### Evolución de la deuda viva municipal
| Gráfica de evolución de Deuda viva del Ayuntamiento de Cártama entre 2008 y 2020                                   |
| |
| Deuda viva del Ayuntamiento de Cártama en miles de euros según datos del Ministerio de Hacienda y Función Pública. |

### Transporte público

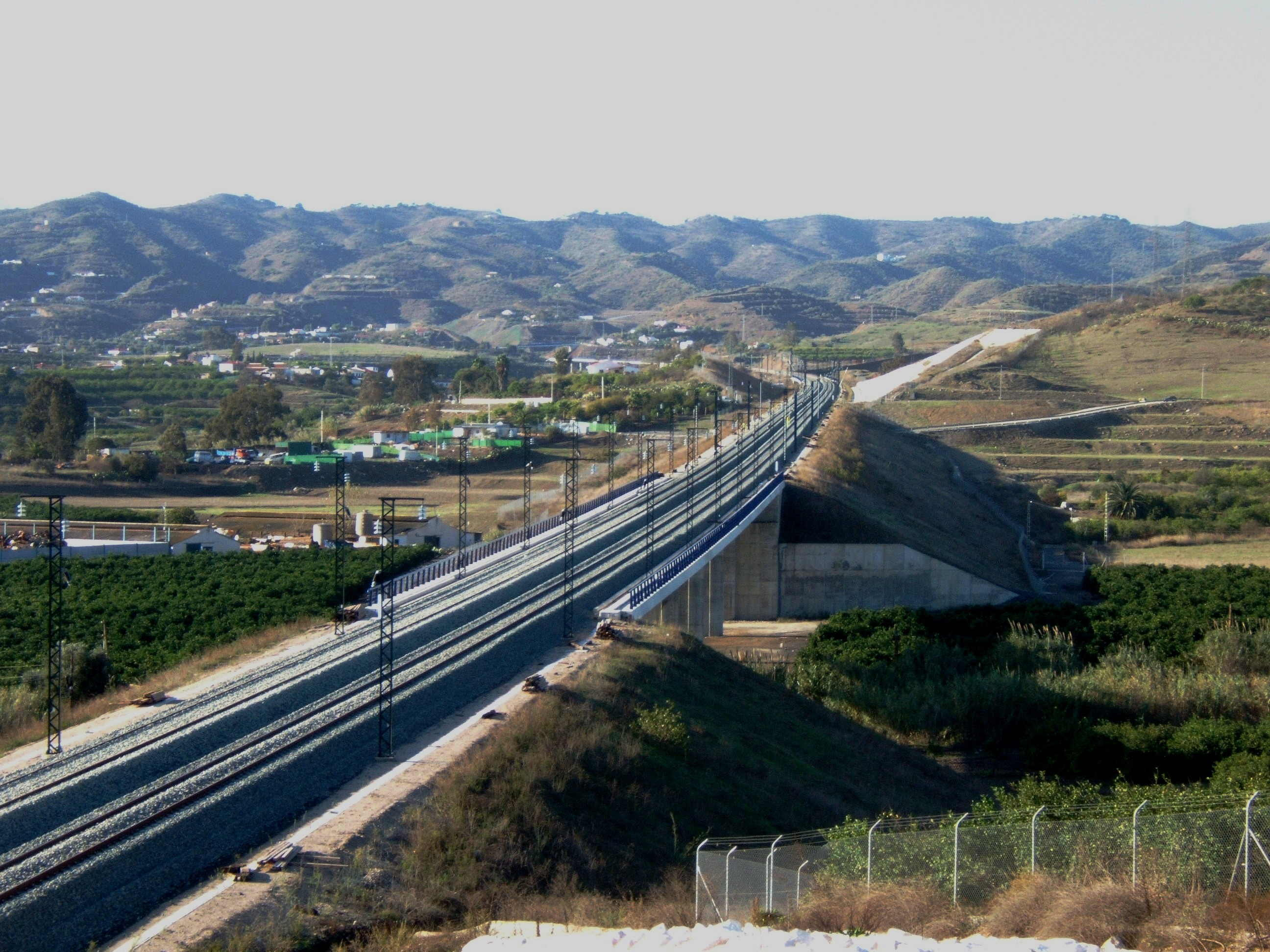
Línea de alta velocidad junto a El Sexmo.

Cártama está integrada en el Consorcio de Transporte Metropolitano del Área de Málaga, comunicada por varias rutas de autobuses interurbanos en su territorio. Pueden consultarse en el siguiente enlace

## Administración y política

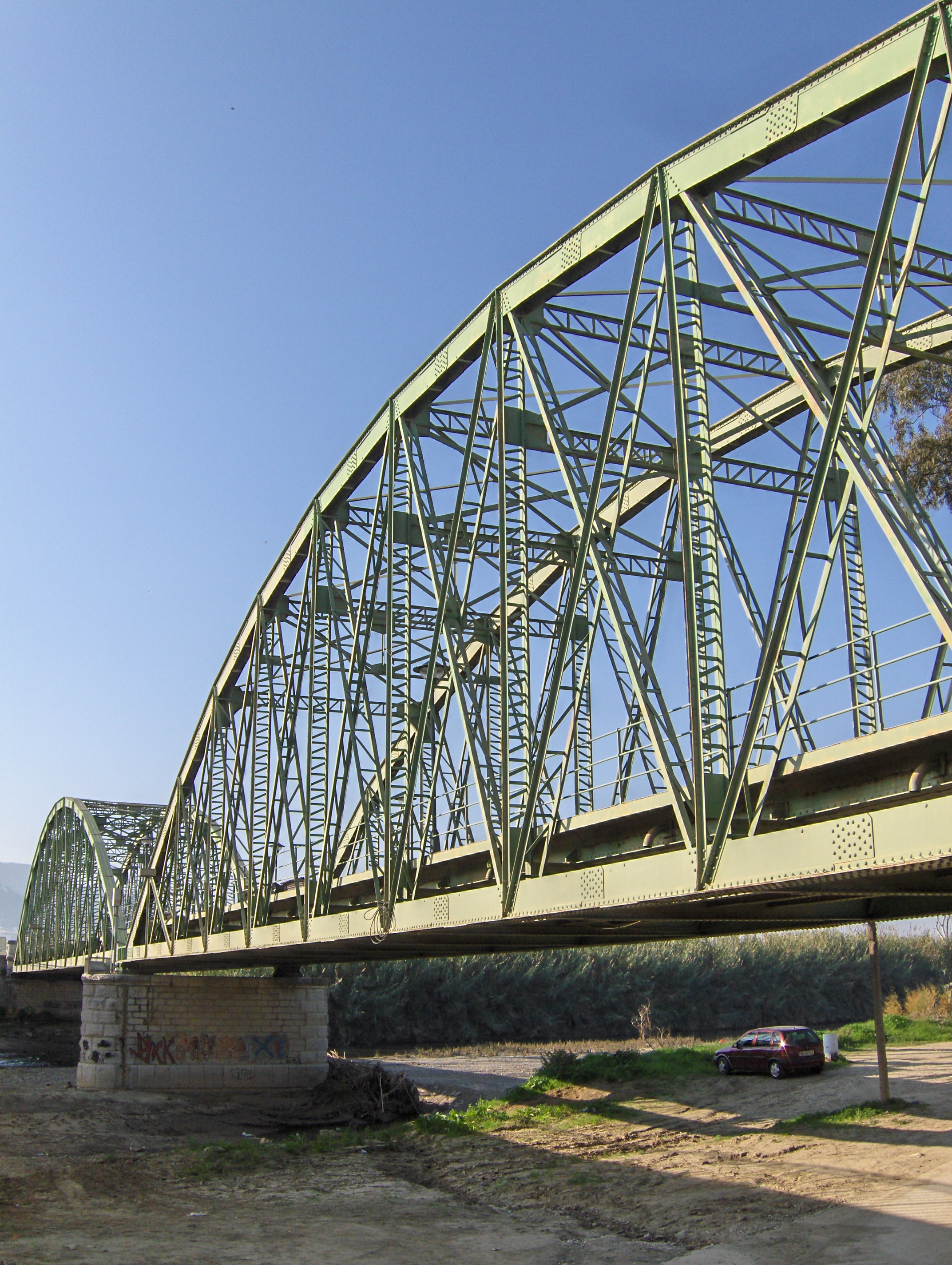
Puente de Estación de Cártama sobre el Guadalhorce

La administración política del municipio se realiza a través de un Ayuntamiento de gestión democrática cuyos componentes se eligen cada cuatro años por sufragio universal. El censo electoral está compuesto por todos los residentes empadronados en Cártama mayores de 18 años y nacionales de España y de los restantes Estados miembros de la Unión Europea. Según lo dispuesto en la Ley del Régimen Electoral General, que establece el número de concejales elegibles en función de la población del municipio, la corporación municipal de Cártama está formada por 21 concejales. En la legislatura 2015-2019, el Partido Socialista Obrero Español de Andalucía (PSOE-A) obtuvo 13 concejales, frente a 4 que tiene el Partido Popular Andaluz (PP), Ciudadanos tiene 2 y también otros 2 concejales que tiene Izquierda Unida Los Verdes-Convocatoria por Andalucía (IULV-CA). En las últimas elecciones municipales de mayo de 2023, el Partido Socialista Obrero Español de Andalucía (PSOE-A) revalidó su mayoría absoluta con 11 concejales, frente a los 6 del Partido Popular Andaluz (PP), 3 de Ciudadanos y 1 de VOX.
| Periodo   | Nombre                                                              | Partido        |
| --------- | ------------------------------------------------------------------- | -------------- |
| 1979-1983 | José Escalona Idañez                                                | PCE-PCA        |
| 1983-1987 | José Escalona Idañez                                                | PCE-PCA        |
| 1987-1991 | Manuel Miranda Roldán                                               | PSOE-A         |
| 1991-1995 | José Escalona Idañez                                                | CPIC           |
| 1995-1999 | Florián Mora Alcaraz Salvador García Montero                        | PSOE-A IULV-CA |
| 1999-2003 | Leonor García Agua José Garrido Mancera Juan Carlos Rodríguez Gámez | PP PSOE-A SIC  |
| 2003-2007 | José Garrido Mancera                                                | PSOE-A         |
| 2007-2011 | José Garrido Mancera                                                | PSOE-A         |
| 2011-2015 | José Garrido Mancera Jorge Gallardo Gandulla                        | PSOE-A         |
| 2015-2019 | Jorge Gallardo Gandulla                                             | PSOE-A         |
| 2019-2023 | Jorge Gallardo Gandulla                                             | PSOE-A         |
| 2023-act. | Jorge Gallardo Gandulla                                             | PSOE-A         |

## Cultura

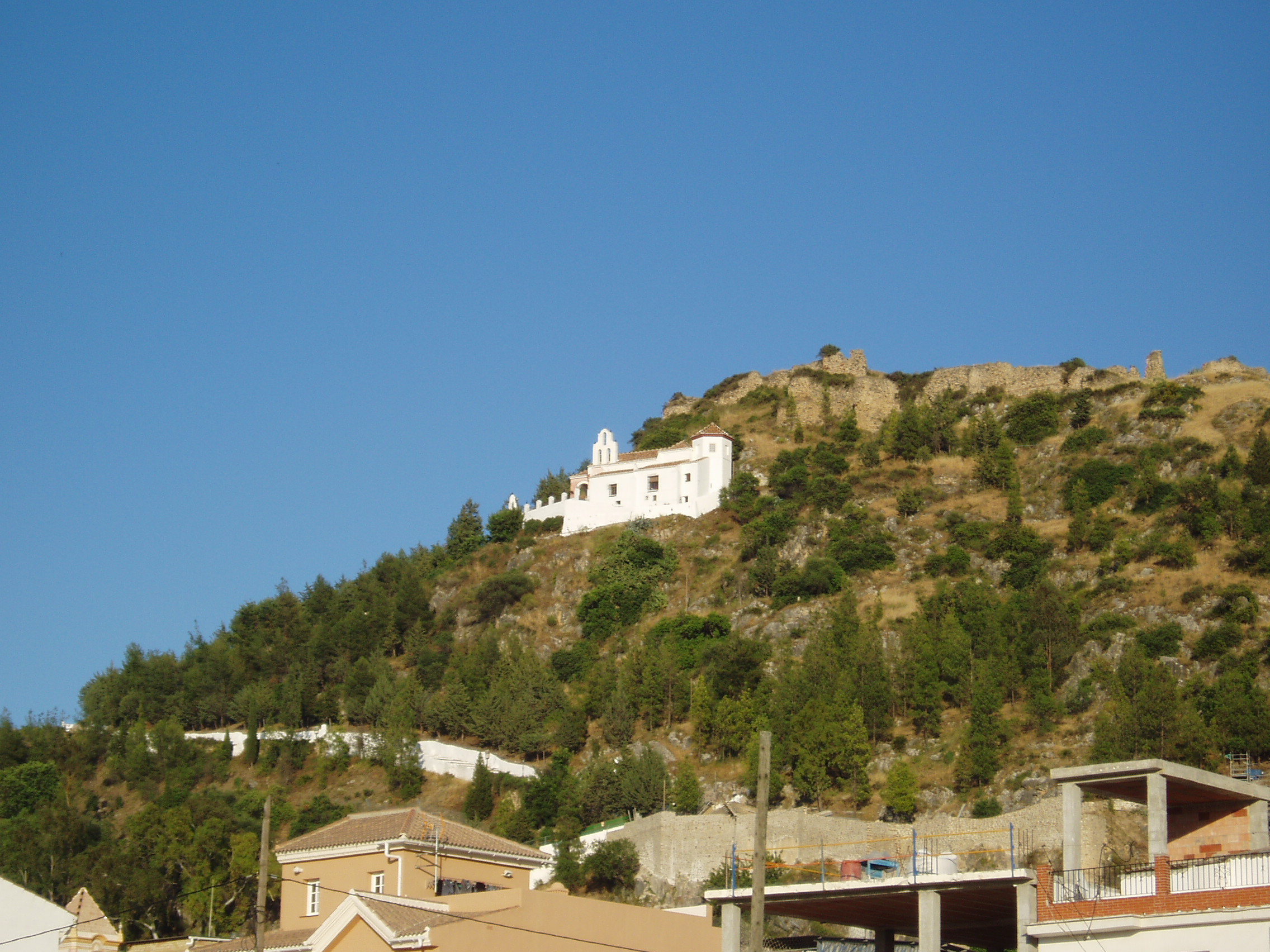
Ermita de Cártama. Las tradiciones cuentan que la imagen de la virgen fue hallada por un pastor.

La patrona del municipio es la Virgen de los Remedios, situada en la ermita de Nuestra Señora de los Remedios, con gran devoción entre los habitantes. La ermita de Nuestra Señora de los Remedios es un excelente ejemplo de imbricación social y religiosa que arranca en los momentos posteriores a la conquista cristiana (1485), en los que se sitúan los legendarios hechos del hallazgo de la Virgen en el lugar, que se consolida definitivamente cuando surge la advocación de Nuestra Señora de los Remedios, con motivo de la epidemia de 1579, y que llega hasta la actualidad en que la devoción permanece viva y con gran repercusión en la comarca. 
La festividad de Nuestra Señora de los Remedios se celebra en el mes de abril. El día 22 de abril se baja de su ermita, hacia la parroquia San Pedro Apóstol, en la cual permanecerá hasta el primer domingo de junio, cuando volverá a su santuario. Con la bajada de la Virgen dan comienzo las fiestas del pueblo, las cuales duran unos cuatro o cinco días aproximadamente. El gran día de la Patrona, sin duda, es el 23 de abril, en el cual se celebra su festividad, que consiste en procesionarla, en su trono, por las calles principales del pueblo. Son los mismos habitantes del pueblo, mediante turnos, tanto de hombres como de mujeres, los que se encargan de llevarla a hombros. La iglesia de San Pedro Apóstol fue restaurada en 2005. El 8 de diciembre de 2018 fue presentada la talla de la Divina Pastora de las Almas, patrona del deporte, hecha por el imaginero Juan Vega Ortega gracias a la congregación del mismo nombre, el día 19 de octubre, por la mañana, hay rosario de la aurora-traslado al tinglao (que tiene su lugar en la plaza de la Constitución) y luego tiene su salida procesional en alabanzas.
También cabe destacar el patrón de Cártama Estación, San Isidro Labrador, perteneciente a la parroquia de San Isidro Labrador y Santa María de la Cabeza. Este tiene su propia procesión el día 15 de mayo, celebrándose también en su honor una romería el último domingo de la feria de esta fiesta, con carrozas adornadas por los propios habitantes del pueblo. En 2009, la iglesia fue derribada para mejorar posteriormente las instalaciones. Un año después fue inaugurada, contando con unas instalaciones más amplias, concretamente con un sótano donde se encuentra un salón de actos,salas para catequesis y reuniones, además de un columbario.
El municipio se caracteriza por sus ferias de ganado, una el 22 de abril y otra el 24 de septiembre, que es la que cierra todas las ferias de ganado de la provincia, siendo Cártama una de las poblaciones que conservan todavía este tipo de mercados.
En los últimos años se han incorporado fiestas como la ruta de la tapa, a través de la Alcaldía y Feria y Fiestas, la Diputación de Málaga y Sabor a Málaga para promover el consumo en el pueblo. Además de La Bella Jarifa, fiesta que representa la Edad Media, siendo esta iluminada con velas. Los habitantes y visitantes podrán gozar de teatros, pasacalles, malabaristas, actuaciones musicales y puestos favoreciendo así el comercio.

## Educación
En toda la población de Cártama podemos encontrar numerosos centros educativos y formativos.
Cártama pueblo cuenta con dos colegios de infantil y primaria, ambos públicos. CEIP Nuestra Señora de los Remedios (en honor a la patrona del pueblo) y CEIP La Mata.
En Cártama-Estación se encuentran cuatro colegios de infantil y primaria públicos, CEIP Cano Cartamón, CEIP Pablo Neruda, CEIP Flor de Azahar (desde 2019) y CEIP La Campiña, además de la EI Arco Iris, un centro únicamente de preescolar. En la barriada de El Sexmo se encuentra el CEIP El Sexmo. En cuanto a educación secundaria, existen tres centros en toda la población. IES Jarifa (Cártama pueblo) y IES Valle del Azahar (Cártama estación), en ambos existe la posibilidad de realizar la ESO y bachillerato; y por último el centro IES Cartima (Cártama-Estación), el cual lleva escasos años en funcionamiento por lo que aún únicamente se puede cursar la ESO. Este último es el primer centro educativo del municipio en realizar proyectos educativos que incluyen el uso de las nuevas tecnologías.
En cuanto a educación privada, está el colegio de currículo Británico Novaschool Sunland International que imparte desde Infantil hasta Bachillerato.

## Deportes
En fútbol, destacan el Club Deportivo Cártama y el Club Atlético Estación, que llegó a jugar en la 3.ª división española, junto a equipos como el Málaga CF.
Ciertos sectores de ambos clubes han luchado porque exista una unión entre ambos equipos con el objetivo de crear un proyecto que llevara al fútbol cartameño a otro nivel, un paso más a la élite. El proyecto fue expuesto a ambos clubes y a su afición, los cuales por medio de una votación en ambos equipos se llegaría al acuerdo de si se produciría la unión de los clubes o no, lo que finalmente se decantó como un no, con opiniones muy diversas en ambos clubes. En la actualidad el sénior del club Atlético Estación milita en 1 Andaluza sénior con opciones a subir a división de honor con un proyecto firme y asentado liderado por José Márquez Vargas, mientras que el Club Deportivo Cártama dirigido por Pirri en el grupo 2 de División de honor apurando sus últimas opciones para mantenerse. Cabe destacar como todos los clubes de Andalucía que han jugado contra el Club Deportivo Cártama destacan el ambiente especial que transmite este club.
En baloncesto destaca el Club Baloncesto Cártama. 
El baloncesto en Cártama nació en septiembre del año 2000 como escuela de baloncesto. En 2001 se comenzó a competir en liga educativa, temporada en la que el equipo prebenjamín(categoría denominada babybasket actualmente) ganó la primera liga para el baloncesto cartameño.
En la temporada 2002/03 se compitió por primera vez en liga federada, tres años después, el equipo Cadete consigue ganar el Campeonato Copa Federación y en el año 2009 ganó el Campeonato Provincial en la final four disputada en el palo en la que ganaron la final ante Fuengirola por un ajustado 49-50.
En 2006 se crea el Club Baloncesto Cártama, que estaba formado por dos equipos. En el año 2016, el equipo Cadete, tras una temporada invicto, se presentó como total favorito para la final four entre los mejores cuatro de la liga, la Federación Malagueña debido a la posición del equipo en la tabla y al gran ambiente e ilusión que se vive en el pueblo por el baloncesto decidió establecer la sede de la final four en Cártama, donde se celebraron los dos partidos de semifinal y final, el primer partido de semifinal jugado contra el C.B. El Palo, y la final disputada contra Salliver de Fuengirola,donde el equipo dirigido por Rafa Márquez consiguió ganar con contundencia ambos partidos pudiendo hacer disfrutar a todo un pueblo que se volcó con el Baloncesto. En el año 2018, el equipo minibasket de Antonio Orejuela consiguió ganar la liga en un emocionante partido que consiguió desplazar a gran cantidad de personas de Cártama a Fuengirola. En la actualidad, el club se encuentra integrado por dos equipos masculinos, un equipo Sénior y otro Sub-22 "Los Boom" (liderados por Daniel González Santos), y la iniciación de un nuevo proyecto en el club de dos equipos femeninos, uno sénior y uno cadete.
Existe un equipo Sénior que compite en Liga provincial, además de dos equipos por categorías desde preminibasket hasta juniors, un equipo babybasket y otro prebabybasket. 
Todos los equipos entrenan y juegan sus partidos como local en el pabellón polideportivo de Cártama situado en la ciudad deportiva del pueblo, aunque se ha creado un anexo, al lado del pabellón, donde posiblemente pueden acabar entrenando y jugando los equipos de la Escuela Baloncesto Cártama.
Además cabe realizar una mención especial a: 
Paula Hijano Rojas, elegida mejor deportista femenina cartameña del año en 2018, debido a que fue la ganadora de la Copa Federación con el equipo de Teatinos, campeona de embukai sur de Shorinji Kempo en individual y también por parejas, además de formar parte de la Selección Malagueña de Baloncesto.
Antonio "Bombuo" como mejor monitor deportivo cartameño del año en 2019, debido a ser uno de los mejores técnicos de formación en el municipio desde hace ya muchos años, el encargado de enseñar a los chicos y chicas a jugar el baloncesto en sus primeros pasos, y a lo que además le acompañan grandes resultados.
Escuela Baloncesto Cártama, elegida como la mejor escuela del año en 2019, tras conseguir revivir la ilusión en el pueblo por el baloncesto y que cada día se una a la escuela más gente con ganas de aprender y disfrutar de este deporte.
Premios otorgados por la Gala del Deporte de Cártama.

## Personas destacadas
- José González Marín
- Canco Rodríguez
- Francisco Contreras "Superpaco".[5]